# Guy-André Kieffer
Pour les articles homonymes, voir Kieffer.
Guy-André Kieffer est un journaliste franco-canadien, né le 25 mai 1949 à Marseille (France). Il est enlevé le 16 avril 2004 à Abidjan, capitale économique de la Côte d'Ivoire, dans des circonstances qui n'ont pas été totalement élucidées.

## Biographie

### Débuts au Canada
Guy-André Kieffer est l’aîné d’une fratrie de trois garçons avec un père ingénieur dans le nucléaire et une mère au foyer. Dans les années 1970, il part au Québec et y devient attaché parlementaire d’un député canadien. Il se marie, a un enfant et acquiert la double nationalité franco-canadienne puis divorce à deux reprises. Il revient en France pour passer son diplôme de journaliste, retourne au Canada où il rencontre sa future épouse, Osange Silou-Kieffer, journaliste guadeloupéenne, en 1979 à Ottawa, celle-ci le décrivant comme « plutôt trotskiste et idéaliste ».

### Journalisme
Journaliste économique, il travaille d'abord à Libération. Il rejoint ensuite, dès sa création en 1984, le quotidien La Tribune, créé par quatre journalistes économiques du quotidien Le Monde. Il y reste dix-huit ans. Guy-André Kieffer s'intéresse au monde des affaires dans le domaine des matières premières, et l'un des animateurs du Rapport Cyclope, qui réunit à l'époque des journalistes, économistes, et professionnels des matières premières. 
Il est à cette occasion délégué syndical CGT pour la rédaction de La Tribune,.

### Rapport Cyclope
Guy-André Kieffer a été jusqu'à sa disparition le principal rédacteur des bulletins mensuels du Rapport Cyclope et du rapport annuel Cyclope du même nom, dans le domaine des matières premières, sous la direction de l'économiste Philippe Chalmin.

### Enquête en Côte d'Ivoire
En 2002, il part pour la Côte d'Ivoire, où le président Laurent Gbagbo lui commande un audit sur la filière cacao. Cet audit met rapidement en lumière des malversations. Un rapport de l'Union européenne sur « l'argent du cacao », publié fin 2005, fait également état de malversations.
Il élargit le champ de ses investigations au financement des ventes d'armes en Côte d'Ivoire, des groupes rebelles du Liberia, de la Banque nationale d'investissement et du paiement des salaires des fonctionnaires de Guinée-Bissau par la Côte d'Ivoire. Il publie de nombreux articles critiques concernant l'économie de la Côte d'Ivoire, dans la presse ivoirienne (sous différents pseudonymes) et dans La Lettre du Continent, publiée en France.

## Enlèvement
Au moment de sa disparition, Guy-André Kieffer est correspondant de La Lettre du Continent, lettre confidentielle consacrée à l'Afrique, spécialisé dans les matières premières, notamment le cacao, ainsi que les affaires économiques et financières. En plusieurs occasions, après des articles gênants, il avait été la cible de sérieuses attaques dans la presse proche du pouvoir du président Gbagbo.
D'après l'enquête menée en France par le juge Patrick Ramaël, il a été enlevé par un commando proche de la présidence ivoirienne, composé de membres des services de renseignement. Elle indique également qu'il a été victime d'un piège tendu par Michel Legré, beau-frère de Simone Gbagbo, qui lui a donné rendez-vous sur le parking d'un supermarché où l'enlèvement a eu lieu. Le 8 mai 2004, la voiture de Kieffer est retrouvée sur le parking de l’aéroport d’Abidjan. Legré est incarcéré quelque temps à la prison d'Abidjan avant d'être relâché, et n'accepte pas, par la suite, d'être interrogé en France. Une enquête est menée sur une affaire parallèle, le rapt de Xavier Ghelber, un avocat parisien en mission d'audit sur la filière cacao pour le compte de l'Union européenne, brièvement enlevé par des hommes en armes le 7 novembre 2004 à l'hôtel Ivoire d'Abidjan.
Le 11 janvier 2006, un capitaine de l’armée ivoirienne (officier des services spéciaux), Jean-Tony Oulaï, est arrêté en banlieue parisienne. D'anciens militaires ivoiriens, Germain Bahagbe Daye et Sylvain Kouya Kane, l'accusent d'avoir été le chef du commando qui a enlevé et fait disparaître Guy-André Kieffer. Le 13 janvier, Oulaï est mis en examen par le juge Ramaël et écroué. Mais après avoir été arrêté par la police ivoirienne, les deux hommes se rétractent, si bien que l'enquête est bloquée à ce niveau.
Le 18 février 2008, le journaliste de France 3 Joseph Tual diffuse un reportage consacré au dossier. Un témoin à visage découvert, Berté Seydou, Ivoirien vivant en France, affirme avoir été le chauffeur de Jean-Tony Oulaï, chef du commando qui a enlevé Guy-André Kieffer et dit avoir assisté à son assassinat, sur ordre de Simone Gbagbo. Le 17 octobre 2008, la justice ivoirienne lance un mandat d’arrêt international contre Berté Seydou.
Un documentaire intitulé « Guy-André Kieffer : un journaliste qui dérangeait » est réalisé par Bernard Nicolas et diffusé sur Canal + dans le cadre de Jeudi investigation fin mai 2008. Sa chute, reprise sur France 24 par Ulysse Gosset, a prêté à polémique auprès de sa famille et de ses proches, le président Laurent Gbagbo ayant en substance déclaré que, en temps de guerre, la mort d'un homme n'était qu'un « détail ».
Le 6 janvier 2012, un squelette est découvert dans l'ouest de la Côte d'Ivoire dans la région d'Issia, annoncé comme pouvant être celui de Guy-André Kieffer ; cependant des tests ADN montrent qu'il ne s'agit pas de son corps.
Le 3 juillet 2014, Gnénéma Coulibaly, le ministre de la justice, des libertés publiques et de la promotion des droits de l'homme, annonce la reprise de l'enquête et la volonté de la mener jusqu'à son terme.
Le 11 janvier 2015, la famille de Guy-André Kieffer organise une marche en sa mémoire.
En août 2015, la justice ivoirienne décide de confier le dossier à la Cellule spéciale d’enquête et d’instruction. 
En avril 2019, le journal Le Monde déplore l'absence de mobilisation ainsi que la non-réaction de la justice face à sa disparition quinze ans après, l'association Reporters sans frontières continuant seule à chercher la vérité à ce jour,. L'enquête est néanmoins relancée en juin 2019 à la grande satisfaction de l'entourage de Guy-André Kieffer.
Sa veuve est décédée le 1er avril 2020 de la Covid-19 sans jamais avoir su la vérité sur son décès resté inexpliqué depuis lors  .
À la suite du décès de plusieurs témoins dont Paul Antoine Bohoun Bouabré en 2012puis Michel Legré en 2016 , l'enquête est, selon Radio France internationale, depuis 2021 quasi au point mort.

## Réactions
La disparition de Guy-André Kieffer a suscité de nombreuses réactions en Côte d'Ivoire et en France. Lucien Tapé Doh, président de l'association des agriculteurs de Côte d'Ivoire et responsable de l'Anaproci (Association nationale des producteurs de café-cacao) s'est dit « consterné par sa disparition », lors d'une conférence de presse organisée peu après, en ajoutant : « Kieffer m'a toujours dit : il faut que les paysans gagnent ce qu'ils produisent. C'est un monsieur qui défend nos intérêts et nous oriente ».

### Médiagraphie

#### Émissions radiophoniques
- www.franceinter.fr/em/rendezvousavecx/95702 Rendez-vous avec X, France Inter, 20 octobre 2010.
- Jacques Pradel, L'Heure du crime, 9 février 2015.